# Fehérszemű rigó
A fehérszemű rigó (Turdus jamaicensis) a madarak osztályának verébalakúak (Passeriformes) rendjébe és a rigófélék (Turdidae) családjába tartozó faj.

## Rendszerezése
A fajt Johann Friedrich Gmelin német természettudós írta le 1789-ben.

## Előfordulása
A Nagy-Antillák szigetcsoporthoz tartozó, Jamaica területén honos. Természetes élőhelyei a szubtrópusi és trópusi síkvidéki és hegyi esőerdők, valamint ültetvények.

## Megjelenése
Testhossza 24 centiméter.

## Életmódja
Gyümölcsökkel és gerinctelenekkel táplálkozik, ideértve a földigilisztákat és a rovarokat is.

## Természetvédelmi helyzete
Az elterjedési területe nem nagy, egyedszáma ugyan csökken, de még nem éri el a kritikus szintet. A Természetvédelmi Világszövetség Vörös listáján nem fenyegetett fajként szerepel.